# Samir Abu Eid
Samir Abu Eid, född 30 juli 1973 i Risinge församling, är en svensk journalist och Mellanösternkorrespondent för Sveriges Television, SVT
Samir Abu Eid har rapporterat från över 60 länder, framför allt i Mellanöstern, och har bevakat över 20 krig och konflikter, i Israel-Palestina, Libyen, Syrien, Irak/Kurdistan, Turkiet, Gaza, Jemen, Mali, Nagorno-Karabach, Sudan, Afghanistan, Ukraina m.fl. länder.
Åren 2010–2015 var Samir Abu Eid Mellanösternkorrespondent på SVT. Under åren som Mellanösternkorrespondent rapporterade han om arabiska våren och dess efterverkningar. Han var på plats i Tunisien, på Tahrirtorget i Egypten, i Benghazi och Tripoli i Libyen, Jemen, Syrien och andra länder. Samir Abu Eid har också rapporterat från Israel/Palestina, Iran, Afghanistan och Pakistan. I maj 2011 var han på plats i Abbottabad när Usama Bin Ladin dödades.
Åren 2015–2018 var Samir Abu Eid korrespondent på TV4. Där rapporterade han framför allt från Mellanöstern, Afrika och Asien. Han har rapporterat från kriget i Syrien/Rojava, från Mosul i norra Irak, från Jerusalem och Gaza. Han har rapporterat inifrån Nordkorea, om rohingyer som tvingats fly från Myanmar och om klimatförändringar i Indien. Samir Abu Eid var på plats i Zimbabwe när den tidigare diktatorn Robert Mugabe tvingades avgå i november 2017 och även i Sydafrika när Jacob Zuma tvingades bort från makten.
År 2018 återvände Samir Abu Eid till SVT, där han fick uppdraget som ”publikens korrespondent”. Men han fortsatte framför allt bevaka Mellanöstern och rapporterade från Israel, Gaza, Syrien/Kurdistan, Irak/Kurdistan, Sudan och Afghanistan. För SVT Play gjorde han programmet Gränsland, om Israel–Palestina-konflikten och om kurdernas öde och framtid.
År 2021 utsågs Samir Abu Eid återigen till SVT:s Mellanösternkorrespondent. Den 15 augusti 2021 var han på plats i Kabul i Afghanistan och bevittnade talibanernas maktövertagande. Under hösten 2021 gjorde han flera reportageresor till Afghanistan.
År 2022 var Samir Abu Eid på plats och rapporterade om kriget i Ukraina. 2024 utsågs Samir Abu Eid till hedersdoktor vid Lunds universitet.

## Tidiga år
Samir Abu Eid föddes i Finspång och växte upp i Södertälje. Hans far är palestinier och hans mor är svensk. Efter gymnasiet studerade Samir Abu Eid arabiska, svenska, ekonomi, statsvetenskap och litteraturvetenskap.

## Karriär
Under studietiden började Samir Abu Eid att arbeta som frilansjournalist och under några år hade han olika vikariat på tidningen Sesam, Länstidningen i Södertälje, Sveriges Radio Sörmland och Dagens Nyheter.
2004 började Samir Abu Eid arbeta som reporter på SVT:s regionala nyhetsprogram ABC. Han blev kvar till 2007 då han började som nyhetsreporter på SVT:s Rapport. För Rapport gjorde han reportageserien "En förlorad generation?", om unga i spåren av den ekonomiska krisen. Serien blev också en nyhetsdokumentär. Han gjorde även reportageserien "Samirs resa genom Sverige", som skildrade invandrarnas situation i svenska städer, förorter och på landsbygden.
2010 blev Samir Abu Eid SVT:s Mellanösternkorrespondent stationerad i Istanbul. Förutom att rapportera för SVT:s nyhetsprogram så gjorde han 2011 nyhetsdokumentären "Maleks dröm", om den arabiska våren. Han har också varit programledare för Korrespondenterna. Inför det svenska riksdagsvalet 2014 gjorde han programserien "Samirs Sverige", där han tittade närmare på hur Sverige förändrats under de fyra åren han bott utomlands.
I augusti 2015 började han arbeta för TV4 Nyheterna och Nyhetsmorgon med Amman i Jordanien som ny utgångspunkt.
Efter tre år på TV4 återvände Samir Abu Eid i augusti 2018 till SVT för att vara utrikeskorrespondent med ett särskilt uppdrag som "Publikens korrespondent".

## Utmärkelser
2011 nominerad till IKAROS-priset i kategorin "Årets rapportering" för bevakningen av den arabiska våren.
2013 fick han Advokatsamfundets journalistpris.
2015 placerade sig Samir Abu Eid på Förtroendebarometerns topplista (fjärde plats) över Sveriges mest uppskattade journalister.
2017 nominerad till Begriplighetspriset. "Samir Abu Eid, Mellanösternkorrespondent för TV4, för att han snabbt och sakligt rapporterar om händelser i vår alltmer komplexa omvärld. Hans analyser gör invecklade konflikter till någonting som gemene man kan förstå".
2018 tilldelades Samir Abu Eid Sankta Ragnhildsmedaljen. "Samhällsengagerad journalist, utrikes- och Mellanösternkorrespondent med rötter i Södertälje och Palestina. Som utrikeskorrespondent har Samir Abu Eid arbetat på några av världens mest oroliga platser. Med livet som insats har han rapporterat från krigets Syrien, Irak och Libyen".
2021 nominerad till Röda Korsets journalistpris för rapporteringen från konflikterna i Nagorno-Karabach och Tigray/Etiopien.
2021 nominerad i "Årets Reportage" för dokumentären "Pizzabagaren i Irak" i Årets Bild.
2022 nominerad till Stora Talarpriset. "Samir Abu Eid har under många år sakligt, begripligt men ändå levande beskrivit många av världens oroshärdar. Han lyckas förklara även de mest komplicerade både faktiska och politiska skeden utan att tappa sakligheten och enkelheten. Allt detta under en stor fysisk och psykisk press, t.o.m. ibland med fara för sitt eget liv".
2022 nominerad i "Årets Bild" för reportage om fotboll i Marocko.
2023 nominerad till Stora Talarpriset. "”Alltid påläst, lugn och genuin trots att han vistas och rapporterar från platser av krig och konflikt. Han varvar elegant fakta och personliga historier från de områden han rapporterar ifrån. Han har en fint förankrad och personlig röst. Utöver det besitter han ett stort mod eftersom han ständigt är utsatt för fara i sitt arbete”.
2024 Lunds universitet utnämner Samir Abu Eid till hedersdoktor.
2024 Nominerad till Stora Journalistpriset i kategorin Årets Röst. "Med en trygg röst, djup kunskap och stor medmänsklighet klarar han balansgången att skildra en av världens mest komplicerade konflikter, utan att tumma på trovärdigheten".